# Ouragan Ileana (2006)
L'Ouragan Ileana est la 10e dépression tropicale, la 9e tempête tropicale et le 5e ouragan de la saison cyclonique 2006 pour le bassin nord-est de l'océan Pacifique. Le nom Ileana avait déjà été utilisé en 1982, 1988, 1994 et 2000.